# 元末明初
元末明初（げんまつみんしょ）は、元（1271年 - 1368年）と明（1368年 - 1644年）の王朝交代、及びその期間の便宜的時代区分である。王朝交代そのものについては元末革命、元明交代（交替）とも。

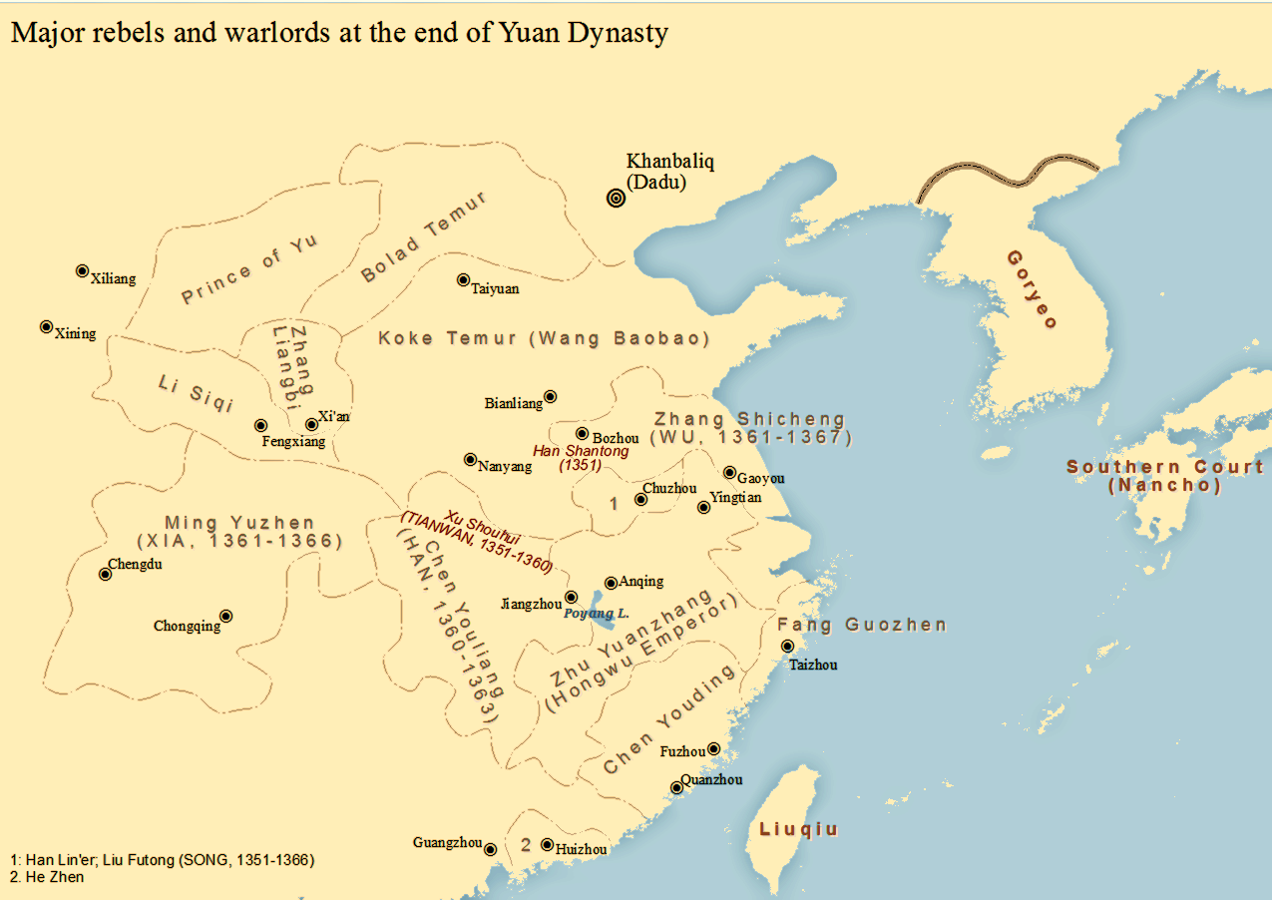
紅巾の乱、各勢力の勢力図

## 概要
元の統治能力の低下と相次ぐ飢饉により、1348年頃より方国珍が海賊を働くようになった事が遠因となり、1351年から発生した紅巾の乱では、白蓮教の教祖である韓山童が反乱を企て処刑された後、1355年に劉福通が韓山童の子の韓林児を擁立して宋を建てた（東系紅巾）。
中国南部の湖北でも1351年に徐寿輝が帝号を称して天完を建てた（西系紅巾）。
しかしその後、東系紅巾の宋、西系紅巾の天完はいずれも内部崩壊を起こし、それぞれの有力勢力同士の争いが勃発した。

## 各勢力
明以外の勢力は、明の朱元璋によって滅ぼされるか、元によって弱体化させられるかなどして、1380年頃には消滅した。
| 勢力名（地域）   | 存在年             | 拠点           | 初代君主 | 最後の君主 | 滅亡原因                         |
| ---------------- | ------------------ | -------------- | -------- | ---------- | -------------------------------- |
| 宋（紅巾の乱）   | 1355〜1366、11年間 | 開封           | 韓林児   | 韓林児     | 元軍の反撃による弱体化、自然消滅 |
| 天完（西系紅巾） | 1351〜1360、9年間  | 蘄水→漢陽→徳化 | 徐寿輝   | 徐寿輝     | 陳友諒による殺害、明玉珍の台頭   |
| 漢（陳漢）       | 1360〜1364、4年間  | 武昌           | 陳友諒   | 陳理       | 朱元璋に降伏                     |
| 呉（張呉）       | 1363〜1367、4年間  | 高郵→隆平府    | 張士誠   | 張士誠     | 朱元璋により滅亡                 |
| 夏（明夏）       | 1360〜1371、11年間 | 重慶           | 明玉珍   | 明昇       | 朱元璋に降伏                     |